# Sportclub Telstar
El Telstar es un club de fútbol neerlandés de la ciudad de Velsen en la provincia de Holanda Septentrional. Fue fundado en 1963 fruto de una fusión de los clubes VSV y Stormvogels de la localidad de IJmuiden, pasándose a llamar Telstar en honor al satélite de comunicaciones recién lanzado. Actualmente juega en la Eredivisie, primera división nacional. Entre 2001 y 2008 fue conocido como Stormvogels Telstar.

## Entrenadores
| Período   | Entrenador        | Nacionalidad                |
| 1963–64   | Toon van den Ende | Bandera de los Países Bajos |
| 1964–65   | Jack Mansell      | Bandera de Inglaterra       |
| 1965–66   | Oliver Gaspar     | Bandera de Rumania          |
| 1966–69   | Piet de Visser    | Bandera de los Países Bajos |
| 1969–74   | Jan Rab           | Bandera de los Países Bajos |
| 1974–77   | Joop Castemiller  | Bandera de los Países Bajos |
| 1977–78   | Mircea Petescu    | Bandera de Rumania          |
| 1978–80   | Martin van Vianen | Bandera de los Países Bajos |
| 1980–83   | Joop Brand        | Bandera de los Países Bajos |
| 1983–87   | Fred André        | Bandera de los Países Bajos |
| 1987–88   | Cor van der Hart  | Bandera de los Países Bajos |
| 1988–90   | Cees Glas         | Bandera de los Países Bajos |
| 1990–93   | Niels Overweg     | Bandera de los Países Bajos |
| 1993–95   | Simon Kistemaker  | Bandera de los Países Bajos |
| 1995–97   | Cor Pot           | Bandera de los Países Bajos |
| 1997–98   | Harry van den Ham | Bandera de los Países Bajos |
| 1998–99   | Henny Lee         | Bandera de los Países Bajos |
| 1999–01   | Simon Kistemaker  | Bandera de los Países Bajos |
| 2001–02   | Toon Beijer       | Bandera de los Países Bajos |
| 2002–05   | Jan Poortvliet    | Bandera de los Países Bajos |
| 2005–08   | Luc Nijholt       | Bandera de los Países Bajos |
| 2008–10   | Edward Metgod     | Bandera de los Países Bajos |
| 2010–2012 | Jan Poortvliet    | Bandera de los Países Bajos |
| 2012–2014 | Marcel Keizer     | Bandera de los Países Bajos |
| 2014–2017 | Michel Vonk       | Bandera de los Países Bajos |
| 2017–2019 | Mike Snoei        | Bandera de los Países Bajos |
| 2019–2022 | Andries Jonker    | Bandera de los Países Bajos |
| 2022–2024 | Mike Snoei        | Bandera de los Países Bajos |
| 2024      | Ulrich Landvreugd | Bandera de los Países Bajos |
| 2024–     | Anthony Correia   | Bandera de los Países Bajos |

## Palmarés

### Torneos Nacionales (1)
- Copa de los Países Bajos (1): 1938